# 胶澳总督官邸
胶澳总督官邸，又称青岛德国总督楼、迎宾馆、提督楼，旧址位于中华人民共和国山东省青岛市市南区龙山路26号，整个建筑坐落在信号山脚下，依山面海，整个建筑将德国威廉时代的建筑式样与德国青年派手法相结合，又融合多个欧洲建筑风格的装饰元素。建筑原是德租青岛时期胶澳总督官邸，现辟为青岛德国总督楼旧址博物馆。

## 历史

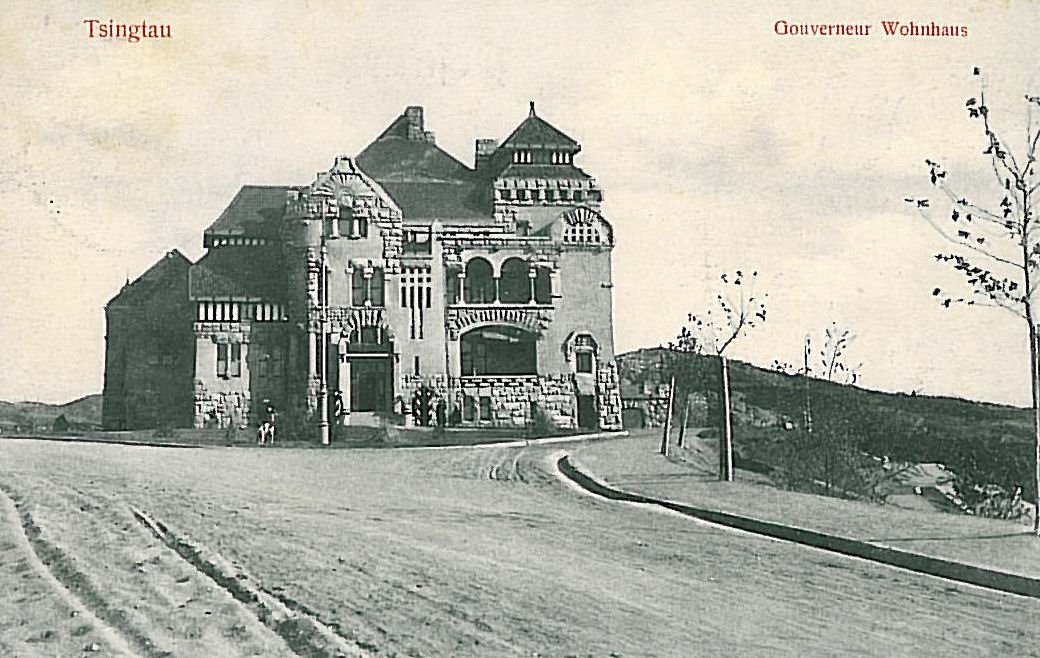
明信片上的青岛总督官邸，1900年代

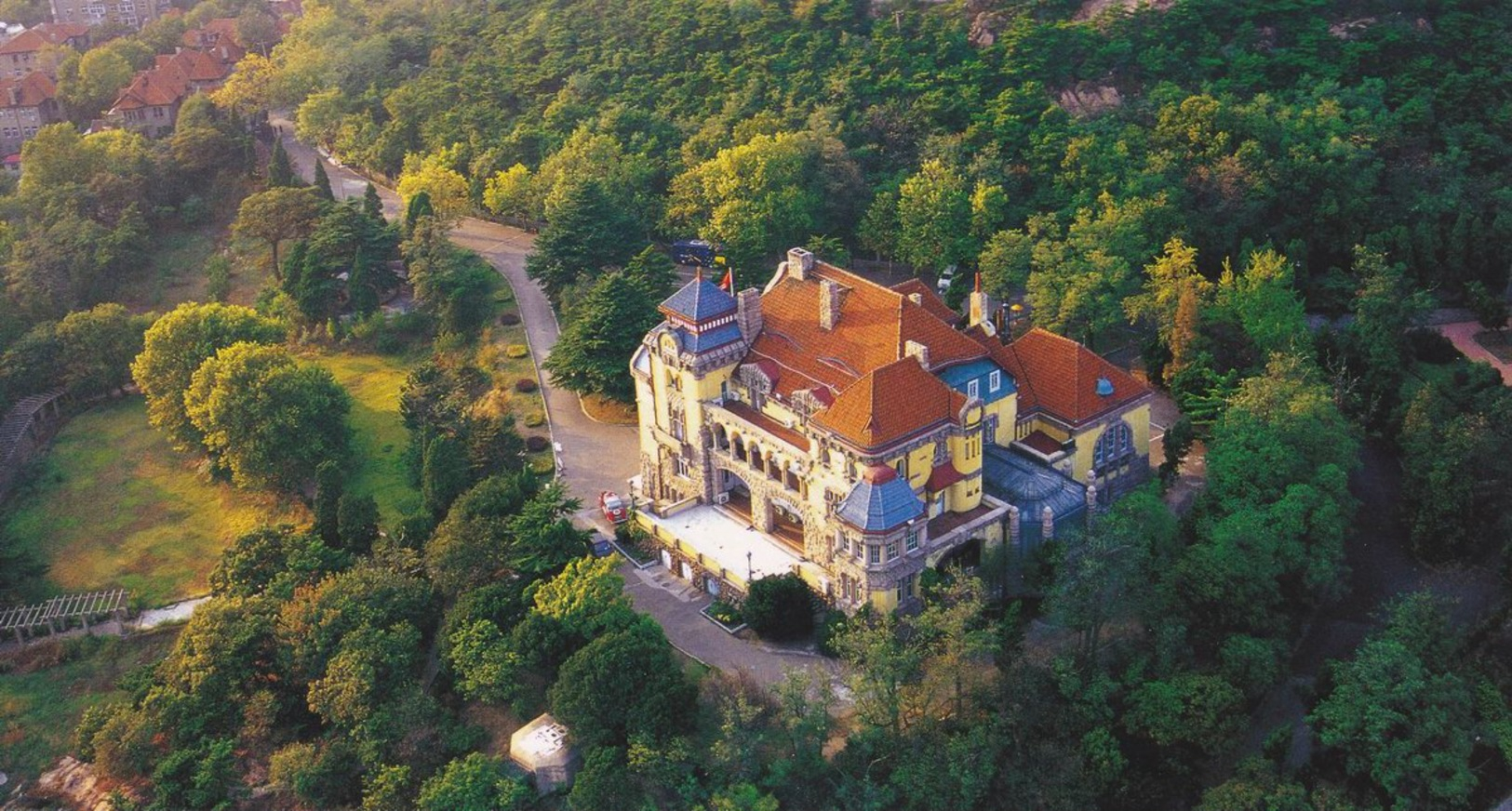
青岛总督官邸鸟瞰

此楼由德国建筑师维尔纳·拉查洛维奇（Werner Lazarowicz）设计，1903年开始动工修建，至1907年基本完工。连同此楼附属花房、凉台等附属建筑，到1908年方全部完工。全楼建筑面积为4000多平方米，建筑造价45万马克。
建成后，这里便一直作为德国在青岛总督的官邸，直到第一次世界大战之后，日本取代了德国占领了青岛，这里成为日本青岛守备军司令的官邸。1934年，提督楼正式改作迎宾馆。1938年1月日本再度侵占青岛，改此为国际俱乐部。1945年日本投降后，此楼恢复为迎宾馆。中华人民共和国成立后，毛泽东等党和国家领导人及西哈努克等外国贵宾，曾先后在这里下榻。改革开放以来，提督楼（迎宾馆）开始接待外來的客人，还被用以举行宫廷婚礼。1995年国务院将此列为国家重点文物保护单位。1999年5月1日，青岛市人民政府正式将此开辟为旅游景点（迄今为止对外开放的房间占整个建筑空间的60%），并于2001年被国家旅游局评定为「全国AAA级旅游景点」。

## 外貌
该建筑係石、钢、砖、水混合体，大部用花岗岩砌就主体，所以又称“石头楼”。全楼分为四层，最高处为30多米，楼顶四面呈不对称结构，有大理石圆柱拱起的尖堡，有山崖般的大斜面造型，极富变化，并饰以明丽的红蓝顶色，成为一座金碧辉煌、精巧纷呈的宫殿。

## 内部

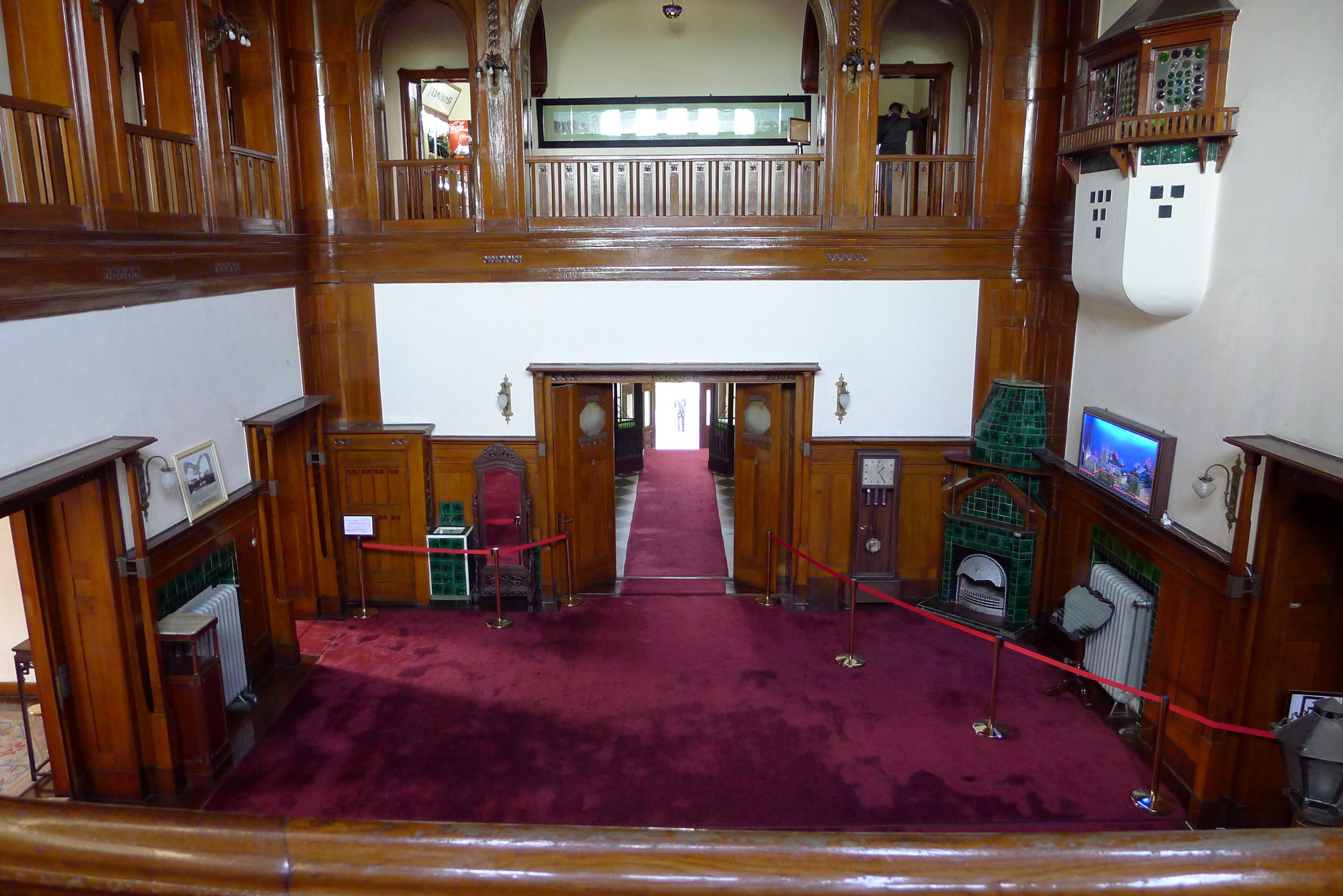
胶澳总督官邸大厅

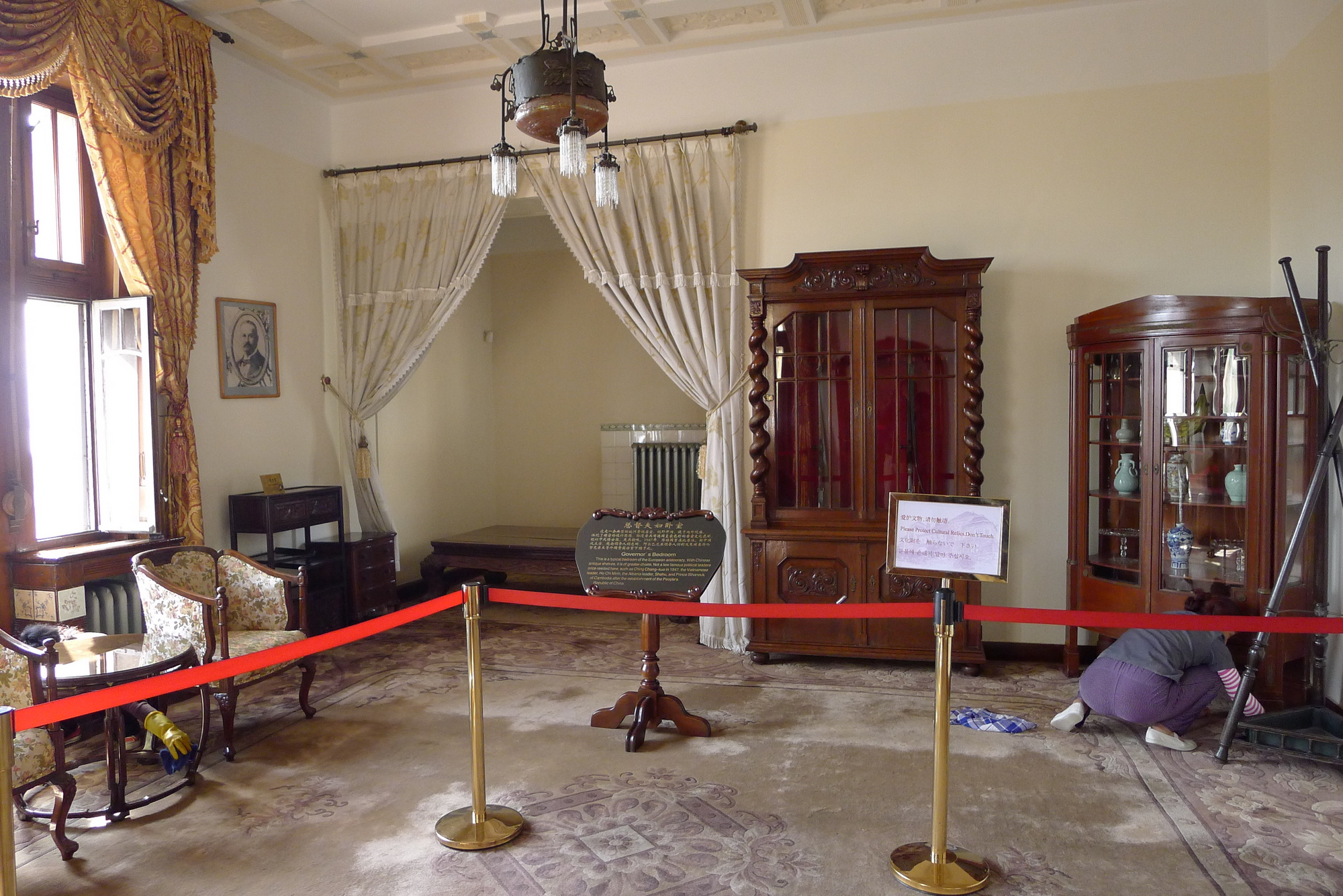
总督夫妇卧室

## 曾下榻于此的名人
迎宾馆曾为德国提督官邸，日本驻青岛守备军司令官邸，中华民国收回青岛后，先后有韓復榘、汪精卫、周佛海、蒋经国等军政要人下榻于此。中华人民共和国成立之后，中国共产党主席毛泽东、中华人民共和国元帅林彪、中共中央政治局常委陈云等也曾下榻于迎宾馆。
此外，越南劳动党主席胡志明，阿尔巴尼亚部长会议主席谢胡和国防部长巴卢库，柬埔寨国王西哈努克及夫人等国外的政府首脑也曾下榻于此。

## 逸闻
- 有传言说总督官邸建筑预算45万马克，结算时全部费用达100万马克，时任总督都沛录（Oskar von Truppel）因为造价奢侈而受到德国议会弹劾，也有说法称总督被调查回国述职，或是建筑师回国述职。各种传言皆出自都沛录1905年2月至1906年9月离开青岛回国的事件，实际上其回国的原因并非受到调查，而是其年仅13岁的长子意外亡故。期间由海军上校师孟（Ernst van Semmern）代理总督一职。都沛录回到青岛后担任总督直至1911年。

- 1927年渤海舰队司令兼胶东护军使毕庶澄的四姨太在此跳楼自杀，民间便称此宅为凶宅。1932年沈鸿烈任青岛市市长时在这里仅住了8个月便于同年8月搬到观海一路的市长官舍居住。不过沈公搬离此处更有可能意在树立廉洁亲民的形象。[來源請求]